# Gudogaje
Gudogaje (biał. Гудагай, Hudahaj; ros. Гудогай, Gudogaj) – wieś na Białorusi, w obwodzie grodzieńskim, w rejonie ostrowieckim, w sielsowiecie Gudogaje (którego władz wbrew nazwie nie są siedzibą), blisko granicy z Litwą.

## Historia
Według geografa W. Żuczkiewicza, nazwa Gudogaje pochodzi od bałtyckiego określenia gud – Białoruś.
Po raz pierwszy Gudogaj pojawia się w dokumentach pod koniec XVI w., jako osada wchodząca w skład majątku Ostrowiec Urbanowski, który w pierwszej połowie XVII w. był własnością N. Łokuciewskiego. W różnych okresach, majątek był w posiadaniu Skirmontów, Sadowskich, Koziełł-Poklewskich.
19 stycznia 1764 właściciel majątku Józef Wojna z żoną Ludwiką z Sulistrowskich założyli w Gudogaju drewniany kościół Objawienia (według innych źródeł Narodzenia) Maryi Panny i klasztor, w którym zamieszkali Karmelici bosi Prowincji Litewskiej. Na fundusz klasztoru zapisano majątek Ostrowiec Urbanowski. Zgodnie z inwentarzem z 1781 roku, w skład majątku wchodził folwark (dwór) i wsie Gudogaj, Bobany, Kieżduny, Luliszki, Szuneliszki. W kościele znajdował się uważany za cudowny obraz Matki Boskiej, znany daleko poza granicami parafii.
W wyniku III rozbioru Polski (1795) Gudogaj stał się częścią Imperium Rosyjskiego, od drugiej poł. XIX w. do pocz. XX w. w wołoście Polany, powiecie oszmiańskim, guberni wileńskiej.
W 1832 roku, po stłumieniu powstania listopadowego władze rosyjskie zamknęły klasztor Karmelitów. Parafię podzielono i połączono z sąsiednimi, a kościół, dzwonnicę i inne budynki sprzedano Żydom pod rozbiórkę. Cudowny obraz znalazł schronienie w kościele w Oszmianie. W 1856 roku nierozebrany przez Żydów kościół nabył, a później przebudował na kaplicę ks. Donat Siemaszko.
W 1866 roku we wsi było 11 domów, w 1886 – 18, istniała karczma. W 1874 roku, w pobliżu miasteczka wybudowano Kolej Libawsko-Romieńską, utworzono stację kolejową Gudogaje. W 1905 roku liczył 168 mieszkańców, 285 dziesięcin.
2 sierpnia 1907 r. reaktywowano parafię i przywieziono cudowny obraz. Podczas I wojny światowej w 1915 roku Gudogaj zajmowały wojska niemieckie, później bolszewicy i Wojsko Polskie.
25 marca 1918 wieś ogłoszono częścią Białoruskiej Republiki Ludowej. 1 stycznia 1919, zgodnie z decyzją I Zjazdu Komunistycznej Partii (bolszewików) Białorusi, weszła w skład Białoruskiej SRR.
Według traktatu pokojowego w Rydze (1921) Gudogaj stał się częścią II Rzeczypospolitej, od 1931 roku na terenie gminy Polany, powiecie oszmiańskim, województwie wileńskim.
W 1931 w 47 domu zamieszkiwały 264 osoby.
Wierni należeli do miejscowej parafii rzymskokatolickiej. Miejscowość podlegała pod Sąd Grodzki w Oszmianie i Okręgowy w Wilnie; mieścił się tu urząd pocztowy obsługujący część gminy Polany.
W 1939 po agresji ZSRR na Polskę, Gudogaj wszedł w skład BSSR, w rejonie ostrowieckim. W czasie II wojny światowej, od czerwca 1941 do lipca 1944 roku wieś była pod okupacją niemiecką. Podczas okupacji hitlerowskiej, w lipcu 1941 roku Niemcy utworzyli getto dla żydowskich mieszkańców. Przebywało w nim około 150 osób. W październiku 1942 roku Niemcy zlikwidowali getto, a Żydów przewieziono go getta w Oszmianie, W kwietniu 1943 roku zostali zamordowani w Ponarach. W latach 1962–1965 wieś leżała w rejonie oszmiańskim.

## Parafia rzymskokatolicka
Parafia została erygowana w 1777 r. Nie funkcjonowała w okresie zaborów w latach 1832-1906 oraz w okresie ZSRR w latach 1973-1990. W 1990 r. do miejscowości powrócili karmelici bosi. W 1991 r. posługę podjęły tu także karmelitanki Dzieciątka Jezus. 15 lipca 2007 r. odbyła się uroczysta koronacja obrazu Matki Bożej koronami papieskimi.